# Canguçu
Canguçu é um município brasileiro do estado do Rio Grande do Sul, considerado o município com o maior número de minifúndios  do Brasil, possuindo cerca de 14 mil propriedades rurais, sendo reconhecida assim, como a Capital Nacional da Agricultura Familiar. O município tem uma população de 49.680 habitantes segundo o censo de 2022.

## Etimologia
A denominação de Canguçu deriva da palavra indígena Caa-guaçu, significando mata grande ou mato grosso, de igual forma que já foi denominada primitivamente a região onde se situa a célebre Avenida Paulista em São Paulo, bem como outros locais, segundo se conclui ou lê-se em descrições mais antigas.[carece de fontes?]
Caa-guaçu era uma alusão à milenar mata grande que encobriu primitivamente a encosta da Serra dos Tapes voltada para a lagoa dos Patos, e que daria o nome a ilha de Canguçu, mais tarde chamada de ilha da Feitoria como parte da estância Feitoria depois de adquirida por esta. Apesar disso, muitas fontes regionais apontam para a origem do nome do município como a derivação da palavra indígena acaanguaçu, nome dado pelos indios a uma pequena onça que habitava aquela região.[carece de fontes?]

## História
Os primitivos habitantes de Canguçu foram os índios tapes, tapuias, guaranizados e subordinados aos guaranis, e que deram seu nome a região onde Canguçu se assenta. Vestígios deles ainda são encontrados nos traços de habitantes do Posto Branco, Canguçu Velho e Herval.
O povoamento da região onde hoje está a sede do município deu-se por volta de 1763. Os povoadores iniciais de Canguçu foram guerrilheiros das tropas de Rafael Pinto Bandeira, bem como deslocados portugueses de Colônia do Sacramento que passou definitivamente ao domínio de Espanha, após quase um século de acirrada disputa diplomática e militar com Portugal e açorianos e descendentes mandados vir em migração oficial para povoarem os Sete Povos das Missões e que com a guerra permaneceram nas regiões litorâneas de Mostardas, Estreito, São José do Norte e em Povo Novo e no vale do Jacuí. A área urbana de Canguçu, no período de 1780 a 1799, foi denominada Rincão do Tamanduá, fazendo parte de uma área maior, de mais de doze léguas de sesmarias, situado nas Serras do Sudeste, sendo proprietário o nobre português capitão-mor Dom Paulo Rodrigues Xavier Prates.
Canguçu foi caminho entre Rio Grande e Rio Pardo, as duas primeiras bases militares portuguesas existentes no Rio Grande do Sul. A localidade de Coxilha do Fogo, no terceiro distrito, e a sede do Município, foram bases de guerrilhas de Portugal, ao comando do mais tarde Brigadeiro Rafael Pinto Bandeira, no período de 1763 a 1766, durante a dominação espanhola da Vila de Rio Grande e do Forte Santa Tecla.
O restante da zona rural do município foi sendo povoado só a partir de meados de 1850, sendo algumas regiões permanecendo virgens ao contato humano até a década de 1920. A Comissão de Demarcação de Limites do Tratado de Santo Ildefonso de 1777,pelo qual Canguçu foi fronteira de fato entre Portugal e Espanha por cerca de 24 anos, de 1777-1801, percorreu até 1784 as vertentes do rio Piratini e as encontrou bastante povoadas e, no espaço em branco hoje ocupado por Canguçu registrou em mapa o Cerro Partido, acidente geográfico característico de Canguçu que mergulha nas nascentes do arroio Pantanoso, no local conhecido como Banho do João Paulo Duarte.
De 1762 a 1777 houve violentos choques entre espanhóis e portugueses, visando ambos o domínio de que hoje constitui o Rio Grande do Sul e a República Oriental do Uruguai. Praticamente cessou a instituição de novos povoados, preferindo os que para o sul vinham, estabelecer-se nos núcleos anteriores, e destes, em especial nos mais resguardados de investidas castelhanas.
Após o término dessas lutas, foram concedidas sesmarias para a região onde hoje está constituído o município de Canguçu. Por volta de 1793, os sesmeiros Paulo Rodrigues Xavier de Prates e João Francisco Teixeira de Oliveira, que até então viviam disputando a posse do "Rincão do Tamanduá", e visando solucionar o litígio, doaram o sítio para a construção de uma capela. A 26 de dezembro de 1799, cento e quarenta moradores da região dirigiram ao governador Sebastião Xavier da Veiga Cabral da Câmara, uma petição requerendo a concessão do rincão para erigir a capela e fundar a povoação. A 30 do mesmo mês e ano era a permissão concedida, com a ressalva de que enquanto não se formasse uma irmandade legalmente constituída, coubesse ao cura e a dois homens bons do lugar a administração dos ditos terrenos.
Seguindo este critério, seis dias após a petição, ou seja, a 10 de janeiro de 1800, era lançada a pedra fundamental da capela de Nossa Senhora da Conceição, sendo seu primeiro cura o padre Pedro Rodrigues Tourem.
Ergueram-se as casas quase que imediatamente, e logo florescia uma povoação de tamanho considerável e bem organizada. Tais foram os méritos, que a capela curada era em doze anos levada à categoria de freguesia. Tal se deu por carta régia do príncipe regente D. João, assinada a 31 de janeiro de 1812, sendo a décima sétima freguesia da Capitania de São Pedro. Havia então, no Rio Grande do Sul, apenas quatro municípios, sendo que a freguesia de Canguçu fazia parte de Rio Grande, passando somente em 1830 ao de Piratini, do que se constituiu distrito. O desenvolvimento da povoação foi tão louvado, que mereceu a visita do bispo do Rio de Janeiro dom José Caetano da Silva Coutinho de 25 a 27 de novembro de 1815.
A proveniência das famílias que de 1800 a 1812 deram origem a povoação, conforme os registros de batismos e casamentos paroquiais do bispado, são: Rio Grande do Sul, Santa Catarina, Paraná (à época pertencente à São Paulo), Rio de Janeiro, Minas Gerais, Bahia e Pernambuco, além do reino de Portugal, ilhas, dentre elas Açores, Uruguai, Argentina e Paraguai.
A atividade predominante por essa época era a pecuária, muito embora se notasse o crescente surto agrícola, então em fase inicial.
Chegariam depois os anos da Revolução Farroupilha, e o solo de Canguçu seria cruzado muitas vezes por tropas tanto imperiais como revolucionárias. Nesta revolução os canguçuenses tiveram grande participação e projeção, pois as tropas que integraram a Brigada Liberal de Antônio de Sousa Neto, que o apoiaram em 10 de setembro de 1836 no vitorioso combate do Seival e, no outro dia na proclamação da República Rio-Grandense, era constituída por canguçuenses na proporção de cerca de ¼.
Ao ser instalada a República Rio-Grandense em Piratini, em 6 de novembro de 1836, quem carregou o pavilhão tricolor pela primeira vez foi o canguçuense major de lanceiros Joaquim Teixeira Nunes – o Coronel Gavião, considerado pelo general Tasso Fragoso como "a maior lança farrapa", e que se tornou célebre no comando do Corpo de Lanceiros Negros Farroupilhas, personagem abordado com grandeza e simpatia na minissérie A Casa das Sete Mulheres pelo ator Douglas Simon.
Somente em 1843, ou seja, oito anos após iniciada as hostilidades, trava-se um combate em suas terras. A 2 de outubro, na localidade de Coxilha do Fogo, uma luta violenta é encetada, entre farrapos e imperiais. Da parte dos legalistas, comandando 250 caçadores, estava Francisco Félix da Fonseca Pereira Pinto junto com 60 homens do esquadrão de cavalaria da Guarda Nacional sob comando de Francisco Pedro Buarque de Abreu, o Chico Pedro.  Não obstante os imperiais estarem em menor força, logram desfazer uma coluna farroupilha de 400 homens, comandada por Bento Gonçalves e Antônio de Sousa Neto, capturando muitas armas, cavalos e estandartes. e perseguem os revolucionários até a povoação da sede, em cujas proximidades surpreende, com seus 310 homens, os 300 de Antônio de Souza Neto, que não podendo oferecer resistência, retira-se em 26 de outubro de 1843.
No segundo combate, em 6 de novembro, os rebeldes voltam à Canguçu, e Chico Pedro com 300 soldados do 8.º Batalhão, junto com a cavalaria da Guarda Nacional, com invulgar heroísmo, resistem ao ataque de Bento Gonçalves, Antônio Neto e Camilo dos Santos Campelo com 600 homens, até a aproximação de reforços, ante os quais retiram-se os farrapos.
Os combates de 25, 26 de outubro e 6 de novembro de 1843, deu-se nas localidades de Pedra das Mentiras e Cerro do Ataque, nos fundos do atual Colégio Franciscano Nossa Senhora Aparecida, em ambas as margens do arroio.
Foi em Canguçu que o maior cronista farrapo – Manuel Alves da Silva Caldeira, veterano farrapo, escreveu cartas-depoimentos aos historiadores Alfredo Varela, Alfredo Ferreira Rodrigues, Alcides Lima e a Piratinino de Almeida, que lhes permitiram resgatar expressivamente a memória do Decênio Heróico.
A vila de Canguçu, em momentos difíceis da revolução, abrigou por diversas vezes Bento Gonçalves até agosto de 1843, conforme se concluiu de ofício do Barão de Caxias ao ministro da Guerra.
Isto até que Canguçu fosse ocupado pela ala esquerda do Exército ao comando de Caxias, de setembro de 1843 em diante. Comandou a referida ala esquerda o célebre guerrilheiro Francisco Pedro Buarque de Abreu, o futuro Barão de Jacuí.
Finda a guerra civil, novos dias viriam para a freguesia, que em 1848 teria criada uma aula para meninas, sendo assim atendida uma reivindicação dos dias de luta .
A Lei provincial n.0 340, de 28 de janeiro de 1857, vai criar o município de Cangussu, (hoje grafado Canguçu) elevando o povoado à vila, e anexando os distritos que constituíam a freguesia de Nossa Senhora do Rosário do Cerrito, com o que decairia o povoado de mesmo nome. A 27 de junho do mesmo
ano era instalado o município. A primeira Câmara foi constituída pelos vereadores José Joaquim Rodrigues Soares, Manoel Carvalho de Abreu, Domingos José Borges, Antônio Joaquim Caldeira, Ignácio Francisco Duarte, e Manoel de Jesus Vasques. Ainda no mesmo ano foi criada a primeira aula para meninos, assim como os ofícios de Escrivão Geral, Tabelião de Notas, Escrivão de Órfãos, Contador e Partidor do Juiz, Coletorias das Rendas Gerais e das Rendas da Província e Agência de Correio.
Canguçu, antes distrito da capital farroupilha Piratini, foi o 22.º município gaúcho a ser criado, por desmembramento do município de Piratini, do qual foi o distrito de 1831 a 1857. Em ata da sessão de 1857, assinada pelo líder farrapo Vicente Ferrer de Almeida, deu-se a emancipação. Canguçu foi criado município junto com Passo Fundo por sugestão do simbolista farrapo major Bernardo Pires, autor do desenho da bandeira da República Rio-Grandense e, desde 1891, adotada como a bandeira do Rio Grande do Sul.
Desde cinco anos antes da criação de Canguçu, seus filhos já eram batizados na pia batismal construída em 1851 pelo francês Marcelino Tolosan (Marcellin Tholozan), seis anos depois da pacificação farroupilha.
Em 1858 era nomeado o primeiro delegado de Polícia; em 1866 foi nomeado o primeiro Juiz Municipal; em 1878, instalada Agência do Telégrafo Nacional.
Passaram-se os anos, e com eles desenvolvia-se o município, inclinando-se fortemente para a agricultura. Seus cidadãos de maior porte mostraram-se favoráveis à emancipação dos escravos e à República. A 2 de abril de 1888 o município é declarado livre, isto é, são libertados todos os escravos. Vinda a República, o primeiro intendente sob o novo regime seria Bernardino da Silva Motta.
De 1893 a 1895 o Rio Grande do Sul seria teatro de lamentável luta fratricida, a Revolução Federalista que no entanto não se abateu sobre as terras de Canguçu, que teve a sorte de não ser teatro de operações, muito embora centenas de canguçuenses tombarem em batalha, por tomarem parte do conflito. Nesta época a Vila de Canguçu possuía 1.600 habitantes e 194 casas, e no interiorMuitos filhos de Canguçu foram cruelmente degolados num dos episódios mais sombrios da história gaúcha. O clima de ódio fratricida permaneceria por muitos anos, vindo novamente a eclodir na Revolução de 1923. Além do mais, as consequências da Revolução foram devastadoras para a união das famílias, a propriedade, economia, a sociedade, a política e a religião católica no município. A Igreja matriz de Nossa Senhora da Conceição, ricamente restaurada pelo monarquista Chico Pedro, em 1843, foi profanada, e os livros extraviados, conforme assinalou seu pároco em 1908. A historiadora canguçuense Marlene Barbosa Coelho, ao escrever sobre esta luta, desabafou: "Revolução que se caracterizou por atos repulsivos de sanguinarismo selvagem... Ela nasceu de ressentimentos entre homens que na disputa do poder no Estado, haviam recebido recíprocos agravos".
Pelo Decreto nº 1 521, em 1909, voltou Canguçu a ser sede de comarca - era com esse documento resolvido um velho problema, que tivera duas fases anteriores; pelo Ato nº 249, de 12 de junho de 1890, tinha já sido elevada à sede de comarca, mas, pelo Decreto nº 37, de 31 de dezembro de 1892, a mesma tinha sido transferida para Piratini. Em 1909 a situação resolvia-se de forma definitiva.
Em 1916 era instalado o serviço telefônico na vila. Ao iniciar-se o século XX, o município, que tinha parte considerável de terras ainda não aproveitadas, recebe contingentes de colonos - chegam imigrantes alemães da Pomerânia, que se instalam em duas colônias distintas, em 1906 e em 1912; surgem, também por essa época, elementos italianos, que se vieram reunir a outros estabelecidos anteriormente.
Em 1923, na Revolução de 1923 e em 1932, quando do levante, conhecido como Revolução Constitucionalista de 1932 em diversos pontos do Estado, contra o então presidente, Dr. Antônio Augusto Borges de Medeiros, foi Canguçu nova e profundamente atingido pelas lutas e paixões fratricidas dos combatentes. A figura de maior destaque, sem dúvida, foi José Antônio Matos Neto, conhecido por Zeca Neto, sobrinho de Antônio de Souza Neto, farrapo de 1835. Zeca Neto, também revolucionário, adotou a tática de movimentos rápidos e inesperados, ocupando uma localidade, abatendo ou abalando o moral do adversário, para logo retirar-se ordenadamente. A 15 de março de 1923, Neto ocupa a vila. A 19 de abril nela penetra novamente. A
23 de abril o tenente-coronel legalista Francelísio Meireles, após combates no passo do Pantanoso e na Coxilha do Fogo, entra na vila. A 7 de agosto Zeca ocupa a vila, retira-se, retornando -a 17 do mesmo mês; no dia seguinte, no Cerro Partido, Neto combate com os governistas sob o mando de Francelísio, abatendo-os, após oito horas de luta. Reagrupam-se as forças estaduais e ocupam a vila no dia 19, estando esta já abandonada pelos rebeldes. A 14 de
agosto, Neto, tentando socorrer o major Adolfo Brockmann, trava nas terras do município demorado combate com os legais, sob o mando dos coronéis Alfredo Nunes Garcia e Hipólito Ribeiro. A 15 de outubro a vila é novamente ocupada pelos rebeldes, desta vez a mando de Brockmann. No mesmo ano era pacificado o Estado, sem vinditas.
A partir de 1932 não mais conheceu Canguçu dias de luta armada. Em 1934 era inaugurado o serviço de luz elétrica na vila, mas a eletrificação rural só alcançou a população mais abastada na década de 80 e os pobres precisamente na década de 2000 com o programa Luz para Todos; e, pelo Decreto-lei n.0 311, de 2 de março de 1938, eram concedidos a Canguçu foros de cidade. Na década de 1950 Canguçu produzia mais de 20 mil toneladas de batata-inglesa, de milho e de trigo, e mais de mil de arroz.

## Geografia
Canguçu está incrustado na Serra dos Tapes a qual forma junto com a Serra do Herval a região fisiográfica gaúcha Serras do Sudeste, serras divididas pelo rio Camaquã, que limita ao norte o município e que se constituem dos solos mais antigos do estado, como parte do Escudo Rio-Grandense, de formação no Período Arqueano. Localiza-se a uma latitude 31°23'42" sul e a uma longitude 52°40'32" oeste, estando a uma altitude de 386 metros. Possui uma área de 3 520,6 km² e sua população era de 55 956 habitantes em 2016. É em Canguçu que nascem os arroios do Quilombo e das Caneleiras, que no município vizinho, Pelotas, juntam-se e recebem o nome de arroio Pelotas.

## Clima
Segundo dados da estação meteorológica automática do Instituto Nacional de Meteorologia (INMET) no município, em operação desde janeiro de 2007, a menor temperatura registrada em Canguçu foi de −2,5 °C em 11 de julho de 2007 e a maior atingiu 38,4 °C em 14 de março de 2020, superando os 38 °C de máxima em 27 de dezembro de 2013. Em 24 horas o maior acumulado de precipitação chegou a 100,8 milímetros (mm) em 25 de abril de 2016. A maior rajada de vento foi registrada em 17 de outubro de 2018, chegando a 37,1 m/s (133,6 km/h).
| Dados climatológicos para Canguçu                                                                  | Dados climatológicos para Canguçu | Dados climatológicos para Canguçu | Dados climatológicos para Canguçu | Dados climatológicos para Canguçu | Dados climatológicos para Canguçu | Dados climatológicos para Canguçu | Dados climatológicos para Canguçu | Dados climatológicos para Canguçu | Dados climatológicos para Canguçu | Dados climatológicos para Canguçu | Dados climatológicos para Canguçu | Dados climatológicos para Canguçu | Dados climatológicos para Canguçu |
| Mês                                                                                                | Jan                               | Fev                               | Mar                               | Abr                               | Mai                               | Jun                               | Jul                               | Ago                               | Set                               | Out                               | Nov                               | Dez                               | Ano                               |
| -------------------------------------------------------------------------------------------------- | --------------------------------- | --------------------------------- | --------------------------------- | --------------------------------- | --------------------------------- | --------------------------------- | --------------------------------- | --------------------------------- | --------------------------------- | --------------------------------- | --------------------------------- | --------------------------------- | --------------------------------- |
| Temperatura máxima recorde (°C)                                                                    | 35,8                              | 34,9                              | 38,4                              | 31,7                              | 27,8                              | 26,5                              | 26,1                              | 29,4                              | 31,8                              | 33,7                              | 33,6                              | 38                                | 38,4                              |
| Temperatura máxima média (°C)                                                                      | 27,8                              | 27,1                              | 25,4                              | 21,9                              | 18,9                              | 16,7                              | 16,7                              | 17,6                              | 19,2                              | 21,7                              | 24,2                              | 25,8                              | 21,9                              |
| Temperatura média (°C)                                                                             | 22,3                              | 21,7                              | 20,3                              | 16,9                              | 14,3                              | 12,2                              | 11,8                              | 12,9                              | 14,5                              | 16,7                              | 18,7                              | 20,1                              | 16,8                              |
| Temperatura mínima média (°C)                                                                      | 16,8                              | 16,4                              | 15,3                              | 12,0                              | 9,8                               | 7,8                               | 7,4                               | 8,2                               | 9,9                               | 11,7                              | 13,3                              | 14,5                              | 11,9                              |
| Temperatura mínima recorde (°C)                                                                    | 9,3                               | 8,7                               | 6,5                               | 3,4                               | −0,3                              | −1,6                              | −2,5                              | −0,4                              | 0,3                               | 3,2                               | 3,8                               | 6,9                               | −2,5                              |
| Precipitação (mm)                                                                                  | 120                               | 136                               | 119                               | 104                               | 114                               | 142                               | 140                               | 146                               | 143                               | 127                               | 97                                | 88                                | 1 476                             |
| Fonte: Climate Data (médias de temperatura) e EMBRAPA (médias de precipitação)                     |                                   |                                   |                                   |                                   |                                   |                                   |                                   |                                   |                                   |                                   |                                   |                                   |                                   |
| Fonte 2: Instituto Nacional de Meteorologia (INMET) (recordes de temperatura: 25/01/2007-presente) |                                   |                                   |                                   |                                   |                                   |                                   |                                   |                                   |                                   |                                   |                                   |                                   |                                   |

## Demografia

### Língua regional
Além da língua portuguesa, há muitos habitantes que utilizam a língua pomerana no município. Esta língua minoritária se constitui em um legado cultural que faz parte intrínseca do histórico desta comunidade, e de outras comunidades da região de similar perfil, que resultaram de processos migratórios promovidos pelo Estado durante o período imperial.

### Religião
O censo de 2010 do IBGE demonstrou que há em Canguçu 23 636 católicos romanos e 1 105 católicos brasileiros. Embora exista realmente uma igreja católica brasileira fundada na década de 1940 em Botucatu/SP, não existe nenhuma evidência da presença desta igreja na região Sul, quanto mais em Canguçu. Ora, os dados do IBGE só se explicam pela população simples do interior, que é católica por tradição, sem maior instrução religiosa, ao responder ao questionário, não saber distinguir que a Igreja Católica de fato leva a nota romana como epíteto descritivo. Podemos inferir então que haja 24 741 católicos romanos no município, congregados nas 67 comunidades católicas, confirmando a bicentenária história católica do município, fundado ao redor da capelinha de Nossa Senhora da Conceição em 1800. Também o Censo do IBGE contou 23 387 evangélicos. Estima-se que destes, 20.738 sejam luteranos integrantes de cerca de 70 comunidades, o que significa um número próximo aos 40% da população do município.

## Divisões administrativas
O município está dividindo em 5 regiões (distritos): 1.º, 2.º, 3.º, 4.º e 5.º. A sede localiza-se no 1.º distrito. Cada distrito compreende inúmeras localidades. Pela resolução de El-Rei em 31 de janeiro de 1812 é criado o distrito de Cangussú, elevado à vila em 27 de junho de 1857. Em 1901, por decreto municipal, foram criados os distritos de Iguatemi, Pantanoso, Rincão dos Cravos, Cerrito Velho, Coxilha das Flores e Coxilha do Fogo, anexados à vila de Canguçu.
Em 1911 a vila é constituída de 7 distritos: Cangussú, Cerrito do Cangussú (ex-Cerrito Velho), Coxilha das Flores, Coxilha do Fogo, Iguatemi, Pantanoso e Rincão dos Cravos. Durante o governo do Estado Novo, do presidente Getúlio Vargas, o Decreto-Lei nº 311, de 2 de março de 1938, em seu artigo 3.º, definiu que a sede dos municípios passariam a categoria de cidade e lhe dariam o nome e no artigo 4.º, os distritos se designariam pelo nome de suas respectiva sedes, e se não fossem sedes de município, teriam a de vila.
Devido a este decreto, Canguçu (passando a esta grafia em 31 de março de 1938), a partir de então passa a ter três distritos: Canguçu, Cerrito e Freire, sendo os demais extintos e anexados à sede . Em 1959 os distritos de Freire e Cerrito foram transferidos para o recém-criado município de Pedro Osório.
A partir de 1960 o distrito-sede, até os dias atuais, ficou dividido nas 5 regiões distritais e suas localidades, como segue:
1.º distrito: Santa Clara, Remanso, Coxilha dos Cunha, Coxilha dos Cavalheiros, Rincão dos Silveira, Passo dos Oliveira, Passo do Valadão, Passo do Vime, Coxilha do Sobradinho, Coxilha dos Campos, Coxilha dos Silveira, Encruzilhada dos Grilhos, Passo do Atalho, Passo da Barra, Colônia São Domingos, Sanga Funda, Rincão da Glória, Glória, Rincão dos Maia, Solidez, Posto Branco, Três Pontes, Alto da Pedreira, Vila Lacerda, Vila Meskó, Vila Triângulo, Vila do Prado, Vila Fonseca, Vila Izabel, Vila Nova, Vila Cohab, Centro (Sede/Marco Zero).
2.º distrito: Pantanoso, Passo das Capoeiras, Potreiro Grande, Florida, Arroio das Pedras, Alto Grande, Iguatemi, Estância da Figueira, Nova Gonçalves, Herval, Vila Wienke, Santa Bárbara, Chácara dos Bugres.
3.º distrito: Vau dos Prestes, Santo Antônio, Fazenda dos Cunha, Coxilha do Fogo, Paraíso, Faxinal, Coxilha dos Pereira, Rincão dos Rossales, Boa Vista, Coxilha do Lajeado, Coxilha do Vento, Rincão do Progresso, Passo da Divisa, Passo dos Goulart, Cancha dos Árabes, Alto Alegre, Cruz de Pedra, Passo do Canto, Serro do Graxaim, Venda da Lagoa, Vila Silva, Coxilha da Tuna, Badeco, Harmonia, Pedra das Mentiras.
4.º distrito: Passo do Saraiva, Passo da Tapera, Passo da Areia, Passo da Maria Antônia, Passo da Mangueira, Passo da Canoa, Passo do Lajeado, Passo do Salso, Passo da Rosa, Passo do Rato, Passo do Tenente, Passo do Lourenço, Passo do Floriano, Passo dos Machado, Palha Branca, Rincão dos Melões, Trapeiras, Coxilha das Flores, Rincão dos Cravos, Coxilha dos Piegas, Rincão dos Marques, Coxilha das Três Pedras, Fortaleza.
5.º distrito: Alto da Cruz, Alto da Bela Vista, Alto Alegre, Cordilheira, Sucessão Moreira, Carajá, Arroio das Pedras, Costa do Sapato, Várzea do Sapato, Cerro das Velhas, Cerro Pelado, Alto Bonito, Armada, Passo do Guarda.

## Infraestrutura

### Educação
O município conta com 106 (cento e seis) estabelecimentos de ensino, tanto municipais, quanto estaduais e particulares. O Colégio Franciscano Nossa Senhora Aparecida , tradicional educandário de orientação católico-romana, é voltado a formação do curso normal Magistério, formando ampla gama de professores desde a década de 1930. Pertence as Irmãs Franciscanas da Penitência e Caridade Cristã, da Ordem Franciscana Secular cuja sede, a Província Imaculado Coração de Maria, situa-se em Santa Maria (Rio Grande do Sul). A Escola Técnica Estadual Canguçu (ETEC), antigo CONTADOR, é uma instituição estadual que, além do curso médio regular, disponibiliza dos cursos técnicos em Agricultura e Contabilidade. Seguem abaixo , o rol de todas as escolas do município que estão sob a jurisdição da 5.ª CRE - Coordenadoria Regional de Educação, localizada em Pelotas:
O município conta com extensões universitárias e pólos universitários de diversas universidades, quais sejam, a Universidade Norte do Paraná - UNOPAR, o Centro Universitário Leonardo Da Vinci - UNIASSELVI, a Universidade Anhanguera, e por último a Universidade Franciscana (a partir de novembro de 2018), oferecendo inúmeros cursos de educação à distância tanto bacharelado, quanto tecnólogo e licenciatura.